# Silent Servant
Silent Servant, de son vrai nom John Juan Mendez (né le 14 août 1977 et décédé le 18 janvier 2024), est un disc jockey et producteur américain de techno, ancien membre des collectifs Sandwell District et Tropic of Cancer. Son style musical se caractérise par des influences new wave et post-punk.

## Biographie
John Mendez naît le 14 août 1977 au Guatemala. Il déménage aux États-Unis avec ses parents et son frère aîné, Eddy Mendez, à l'âge de deux ans. Il grandit à Westminster, en Californie, et fréquente le Pasadena City College. Il grandit en écoutant The Smiths, The Cure, New Order, My Bloody Valentine et Sonic Youth. Il apprend à mixer à partir de 16 ans.
Pionnier de la scène techno underground de Los Angeles, il entre en contact en 1999 avec Regis, fondateur du label Downwards Records, basé à Birmingham, et devient membre du collectif Sandwell District de Regis, avec lequel il sort une série de singles tout au long des années 2000. Mendez est également le directeur artistique de Sandwell District.
John Mendez commence à sortir de la musique sous le nom de Silent Servant en 2006 avec The Silent Morning. Dans les années qui suivent il sort plusieurs singles, EP, projets collectifs ainsi que deux albums studio solo, Negative Fascination en 2012 et Shadows of Death and Desire en 2018. En novembre 2023, il publie son dernier disque, In Memoriam, via Tresor. Mendez forme également le projet Tropic of Cancer en 2007 avec sa femme de l'époque, Camella Lobo. Le premier album du duo est le single The Dull Age / Victims sorti en 2009. Mendez quitte le groupe en 2011.
Après la dissolution de Sandwell District en 2011, Mendez crée le label Jealous God avec Regis et James Ruskin en 2013. Jealous God se concentre principalement sur la musique EBM, industrielle et techno.
Il meurt à l'âge de 46 ans, probablement d'une overdose de fentanyl, en même temps que sa compagne Simone Ling et Luis Vasquez de The Soft Moon.

## Discographie

### Albums studio
- 2012 : Negative Fascination (Hospital Productions)
- 2018 : Shadows of Death And Desire (Hospital Productions)